# 梅窩市政大廈

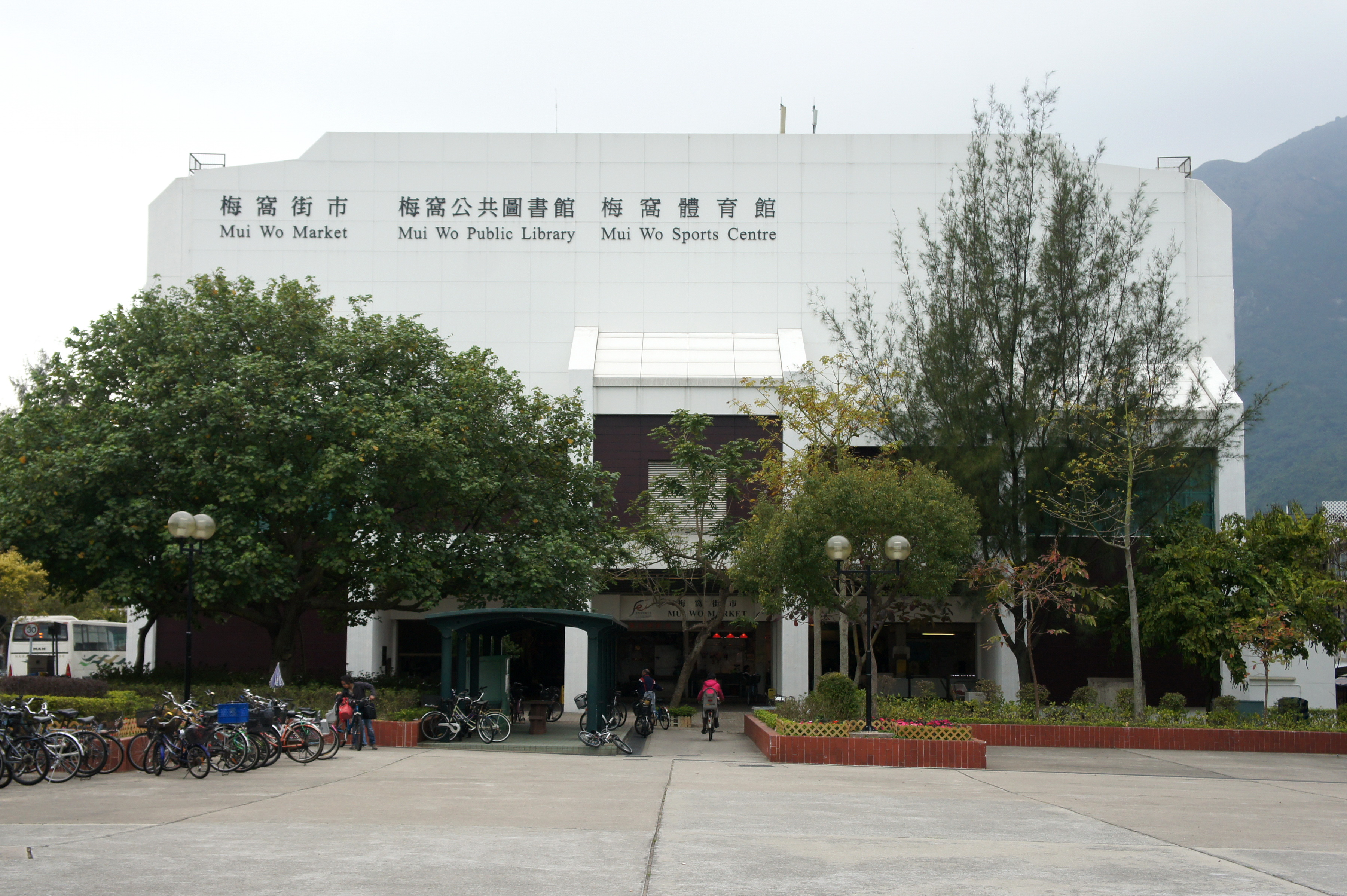
梅窩市政大廈東面

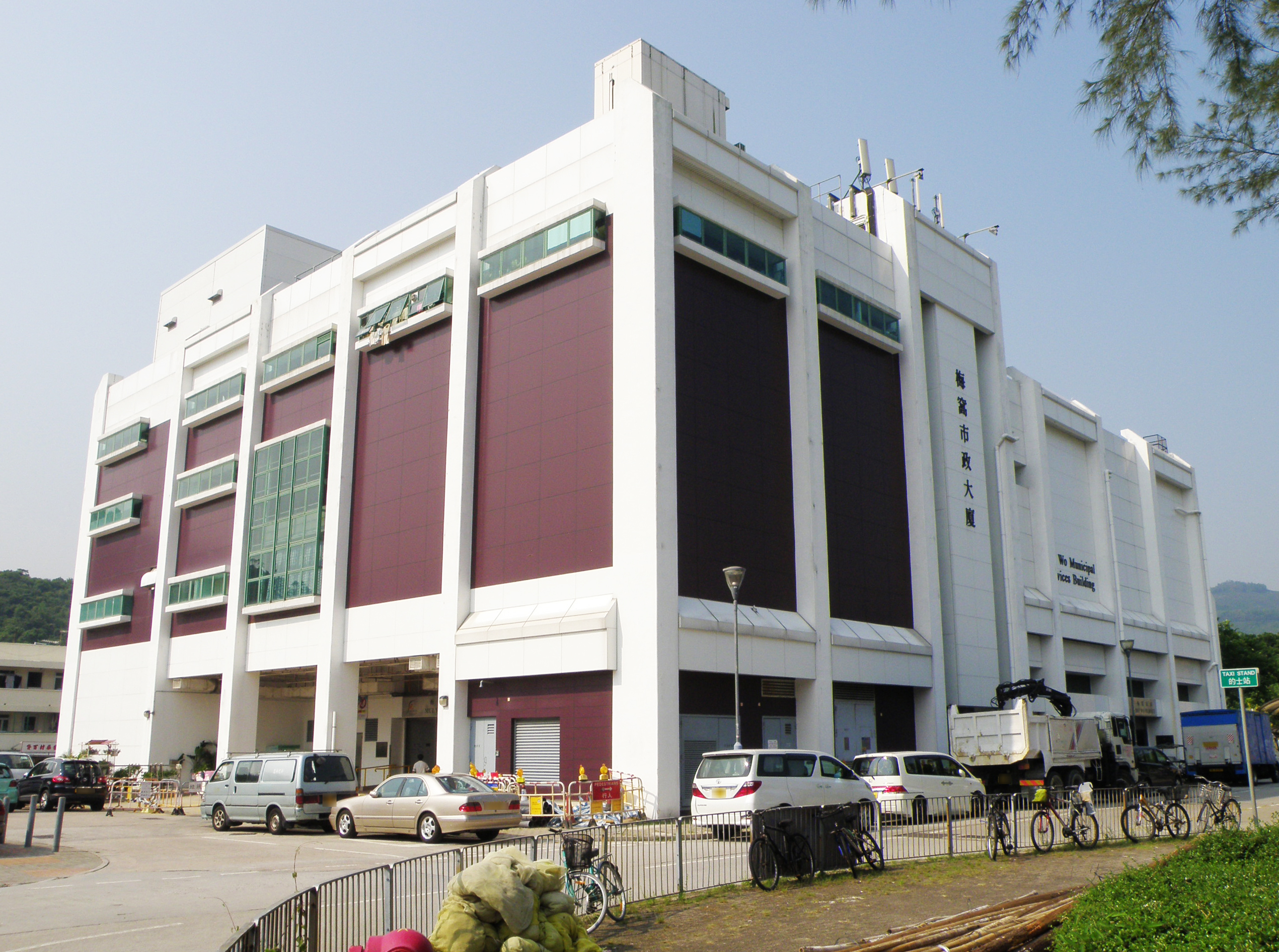
梅窩市政大廈西南面

梅窩市政大廈（英語：Mui Wo Municipal Services Building）又稱梅窩綜合大樓（英語：Mui Wo Complex），是香港新界大嶼山梅窩的一座多用途的市政大樓，設有街市、公共圖書館、體育館及政府辦公室等設施，地址為銀石街9號，在1993年8月落成。

## 設施
- 梅窩街市
- 梅窩公共圖書館
- 梅窩體育館